# Der Ewige Brunnen
Das Buch Der ewige Brunnen enthält eine Sammlung deutscher Gedichte aus über acht Jahrhunderten. Es erschien erstmals 1955. Ludwig Reiners hat die Gedichte gesammelt und herausgegeben. Bereits 1959 erschien eine durchgearbeitete und erweiterte Ausgabe, diese hat der Verlag fünf Jahrzehnte lang immer wieder unverändert aufgelegt und sie erreichte dabei eine Gesamtauflage von über einer halben Million Exemplare.
Anlässlich des 50-jährigen Jubiläums 2005 hat Albert von Schirnding die Sammlung aktualisiert und erweitert. Von den etwas mehr als 1600 Gedichten hat der Herausgeber nach eigenen Angaben etwa ein Viertel ausgetauscht.
2023 erschien eine weitere aktualisierte und stark veränderte Ausgabe, die von dem Literaturwissenschaftler Dirk von Petersdorff erstellt wurde. Diese umfasst nun auch Liedtexte aus dem 20. und 21. Jahrhundert unter anderem von  Herbert Grönemeyer, Element of Crime, Udo Lindenberg und Judith Holofernes.
Die Jubiläumsausgabe von 2005 enthält ein Vorwort Albert von Schirndings und das Vorwort von Ludwig Reiners aus dem Jahr 1955. Die Gedichte sind 1955 wie 2005 in 25 Kapitel oder Bücher geordnet, wobei manche Überschriften in der Neuausgabe etwas umformuliert wurden:
- Buch der Kindheit
- Jugend und Freundschaft
- Buch der Liebe
- Buch der Ehe
- Alter und Vergänglichkeit
- Buch des Abschieds und des Todes
- Buch der Natur
- Mythen, Sagen und Legenden
- Aus der Geschichte
- Kennst du das Land?
- Buch des Mutes und der Tapferkeit
- Stimme des Schicksals
- Lebensalltag
- Vom Essen und Trinken
- Mensch, Unmensch, Übermensch
- Einsamkeit und Schwermut
- Ein Buch Sprüche
- Buch der Heiterkeit und des Unsinns
- Komische Begebenheiten
- Ein wenig Spott
- Buch der Rätsel
- Buch der Lebenskunst
- Symbole und Träume
- Buch des Glaubens
- Buch des Dichters

Der Anhang umfasst ein Verzeichnis der Rechteinhaber, die Gedichtanfänge und Gedichtüberschriften sowie ein Verzeichnis der Dichter.
Der Künstler Andreas Brylka hat den Buchschmuck geschaffen, der ausdrucksstark den Inhalt der einzelnen Rubriken visualisiert.
Schirnding legt im Vorwort seine Vorstellung über das Buch dar:
Ein Hausbuch gehört (beinahe wie die Bibel) zum täglichen Dasein, ist möglichst immer griffbereit, wird bei den verschiedensten Gelegenheiten herangezogen, spendet, wie ehemals der Brunnen, der eine Großfamilie mit dem notwendigsten Element versorgte, jenes andere Lebenswasser: die Dichtung. So wird es zur unerschöpflichen Quelle des Findens und Wiederfindens von sprachlichen Kunstwerken, vor allem aber auch der ersten Begegnung mit ihnen.
Eine Sammlung, die Gedichte vom Mittelalter bis zum Ende des 20. Jahrhunderts umfasst, enthält neben den Werken bekannter Dichter wie Goethe, Schiller und Heine zahlreiche Werke wenig bekannter oder heute sogar unbekannter Autoren. Schirnding nennt in seinem Vorwort einige Poeten, die Reiners 1955 noch nicht kannte oder kennen konnte: Nelly Sachs, Paul Celan, Ingeborg Bachmann, Günter Eich, Karl Krolow, Johannes Bobrowski, Hilde Domin, Wolfgang Bächler, Hans Magnus Enzensberger, Robert Gernhardt, Reiner Kunze, Christoph Meckel und Sarah Kirsch.
Weitere Dichter des 20. Jahrhunderts sind vertreten, darunter: Horst Bienek, Wolf Biermann, Elisabeth Borchers, Heinz Czechowski, Heinrich Detering, Hugo Dittberner, Walter Helmut Fritz oder Harald Grill. Damit wird die Entwicklung der deutschen Lyrik in der zweiten Hälfte des 20. Jahrhunderts dokumentiert.
Zu den Dichtern, die vom Herausgeber neu aufgenommen wurden, gehört Georg Britting mit 18 Werken.

## Ausgaben
- Ludwig Reiners (Hrsg.): Der ewige Brunnen – Ein Hausbuch deutscher Dichtung. Illustrierte Sonderausgabe auf Grundlage der 2. erweiterten Auflage von 1959, Verlag C. H. Beck, München 1995, ISBN 3-406-04140-X
- Ludwig Reiners, Albert von Schirnding (Hrsg.): Der ewige Brunnen – Ein Hausbuch deutscher Dichtung. 2. Auflage der Jubiläumsausgabe 2006, Verlag C. H. Beck, [München] [1955] und [2005], ISBN 978-3-406-53638-0
- Dirk von Petersdorff (Hrsg.): Der ewige Brunnen. Deutsche Gedichte aus zwölf Jahrhunderten. Verlag C. H. Beck, München 2023, ISBN 978-3-406-67642-0